# Ligne de Québec à Windsor
La ligne ferroviaire du corridor Québec - Windsor est une ligne de chemin de fer du Canada qui relie les villes de Québec et Windsor, avec des sections vers Ottawa, Sarnia et Niagara Falls.
Le nom corridor est utilisé par Via Rail Canada pour désigner ses trains de voyageur qui débutent et achèvent leur trajet dans la région géographique du corridor Québec-Windsor. D'autre trains provenant de l’extérieur du corridor peuvent avoir leur station terminus dans ce dernier, comme le Canadien ou l’Océan mais ne sont pas considérés comme faisant partie du service. Aucun train ne couvre l’intégralité des 1 169 kilomètres de la ligne, la plus longue liaison directe étant Montréal - Toronto via Ottawa.
Le corridor de Via est le service de trains de voyageurs le plus important au Canada avec 36 trains empruntant cette route quotidiennement. En 2017, 94 % des clients de Via, soit 4,1 millions de passagers, voyagèrent sur le corridor, générant 75 % du revenu passager de la compagnie.

## Histoire
Le premier chemin de fer public canadien apparaît en 1836 au sud de Montréal. Avec l'appui des gouvernements à partir de 1849, le développement du rail au Canada-Uni s'accélère.

### Naissance et essor de la ligne

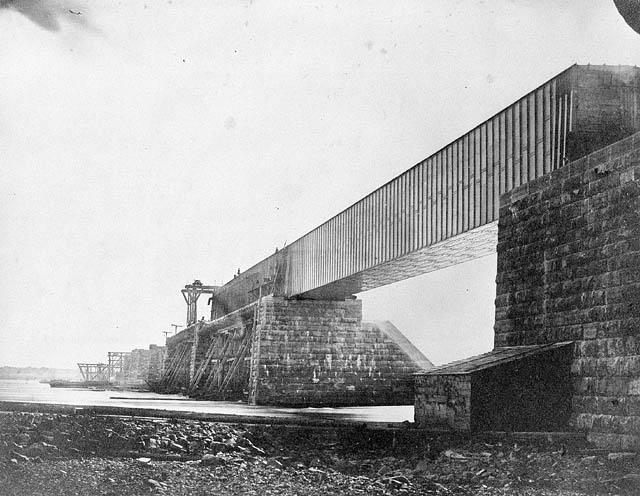
Le pont Victoria en construction, 1858.

Le 10 novembre 1852, la compagnie du Grand Tronc (GTR: Grand Trunk Railway Company of Canada) est constituée par des investisseurs britanniques dans le but de relier Montréal et Toronto. En 1853, le Grand Tronc prend possession des réseaux en construction de cinq compagnies et lance ses propres travaux. En 1855 une première ligne est achevée entre Montréal et Lévis. La même année, la Great Western Railway, qui sera plus tard rachetée par le GTR, inaugure une route entre Niagara Falls et Windsor, prolongée l'année suivante à Toronto. En juillet 1856, ouvre la section de Toronto à Sarnia, suivi en octobre par la section de Montréal à Toronto. Ces entreprises endettent lourdement le GTR qui doit être renflouée par le gouvernement. 

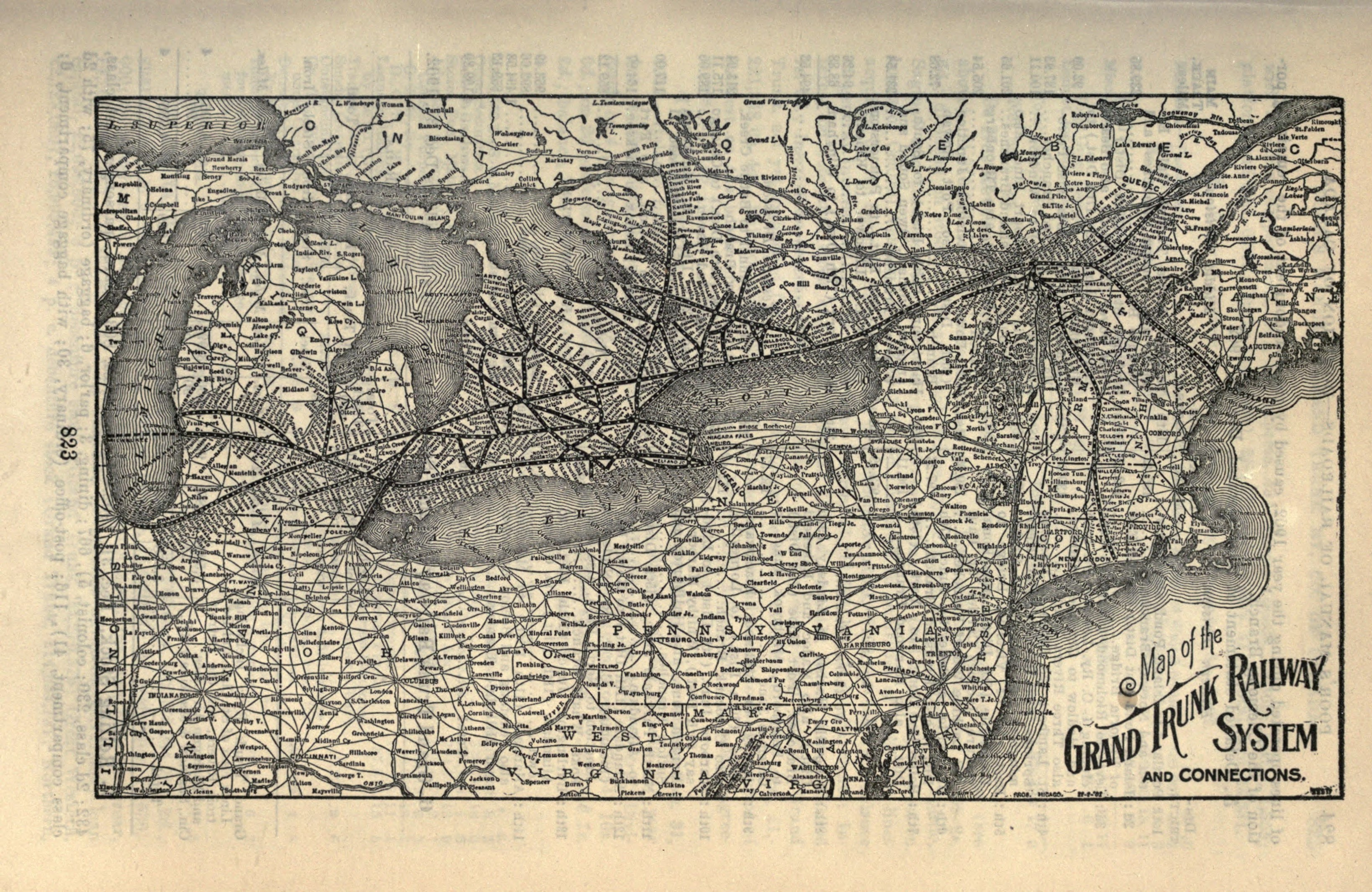
Le réseau du Grand Tronc en 1903.

La réalisation de cette première grande ligne ferroviaire Canadienne nécessite plusieurs exploits techniques : le premier pont suspendu ferroviaire au monde, sur la rivière Niagara (1855), le premier pont sur le fleuve Saint-Laurent et plus long du monde à son ouverture (1859), le premier tunnel sous-marin ferroviaire nord-américain, entre Sarnia et port Huron (1891) et le tristement célèbre Pont de Québec (1907) qui s'effondre deux fois durant sa construction. Au début du XXe siècle, la ligne principale, entre Montréal et Sarnia, est modernisée par le doublement de la voie, l'adoucissement des courbes et des dénivelés et la reconstruction de ponts. 
La compétition que se livrent les différentes compagnies ferroviaires le long du corridor améliorent continuellement le service. À partir de 1899, par exemple, les mécaniciens du Canadien Pacifique (CP) et de la Canada Atlantic Railways se livrent une guerre de la vitesse sur la liaison Montréal - Ottawa, faisant passer le temps de trajet de 3 heures à 2 h 15 officiellement. Officieusement, des trajets de moins de deux heures entre la métropole et la capitale sont courants. L'accroissement du nombre de voyageurs met fin à cette pratique en 1917 car les rapides locomotives Atlantic ne peuvent pas tirer de long trains. Des locomotives plus puissantes sont mises en service, allant jusqu'aux énormes 4-8-4 Northern du CP (1928). 
En octobre 1919, le GTR, endetté par son aventure vers le pacifique, fait faillite. Il est nationalisé puis, début 1923, fusionné avec le Canadien National (CN) récemment crée. Le 26 septembre 1929, le CN introduit la première locomotive Diesel sur la ligne International Limited entre Montréal et Toronto. Mais il faudra attendre encore une vingtaine d’années avant que la vapeur ne commence à céder sa place.
La crise des années 1930 touche durement le trafic voyageur. Pour réaliser des économies, le pool agreement entre en application le 2 avril 1933 et CN et CP débutent l'opération conjointe des trains de passagers entre Québec et Toronto, mettant fin à la compétition entre les deux grands. Confort et rapidité ne cessent pas pour autant de croître. Ainsi, le CP inaugure en 1936 ses trains Jubilee et établi la même année le record de vitesse canadien pour une locomotive à vapeur (180 km/h). Le trajet Montréal - Toronto passe à moins de 6 heures durant cette décennie.
L'effort de guerre de la seconde guerre mondiale a tôt fait de ramener l'achalandage à des niveaux records. Le nombre de passagers passe de 30 millions en 1941 à 60 millions en 1944, cinq fois la population canadienne de l’époque.

### La fin d'un règne

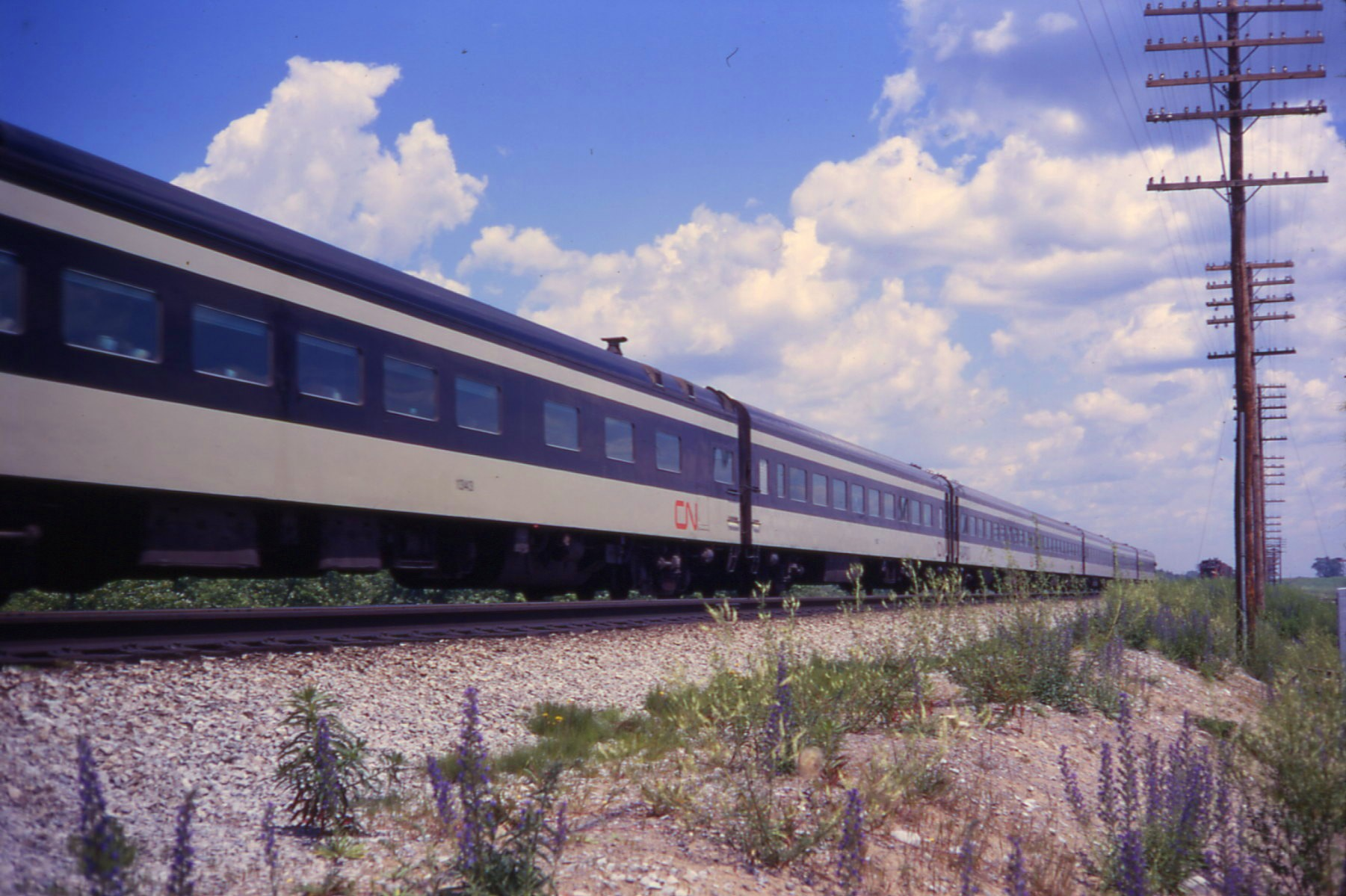
Un train Rapido près de Pickering, 1968.

Les années 1950 sont celles de la « dieselisation » complète du matériel roulant, avec la mise en service des locomotives GM (1949) et des autorails Budd (1951), plus économes en carburant et en main d’œuvre. Mais la démocratisation de l'automobile durant les fifties, puis de l'avion à réaction, signe la fin de la domination du train comme moyen de transport. Les services voyageur partout au Canada connaissent un déclin marqué, de 30 millions de passagers en 1950 à 19 millions en 1961. En 1971, le rail ne représentera plus que 17 % des voyages dans le corridor contre 31 % pour l'avion et 50 % pour l'automobile.
Le 30 octobre 1965, le pool agreement entre le CN et le CP prend fin. Après cette date, chaque compagnie devient « libre d'interpréter les besoins des passagers à sa manière ». Le CP inaugure alors le Royal York et le Château Champlain entre Montréal en Toronto, mais les deux services sont stoppés après seulement deux mois par manque de passagers et de subventions. Les usagers préférèrent en effet le Rapido du CN reliant Montréal et Toronto en un temps record de 4 heures 59 minutes, à tel point que ce service passagers devient le seul de la compagnie qui ne soit pas déficitaire.

### La tentative de la grande vitesse

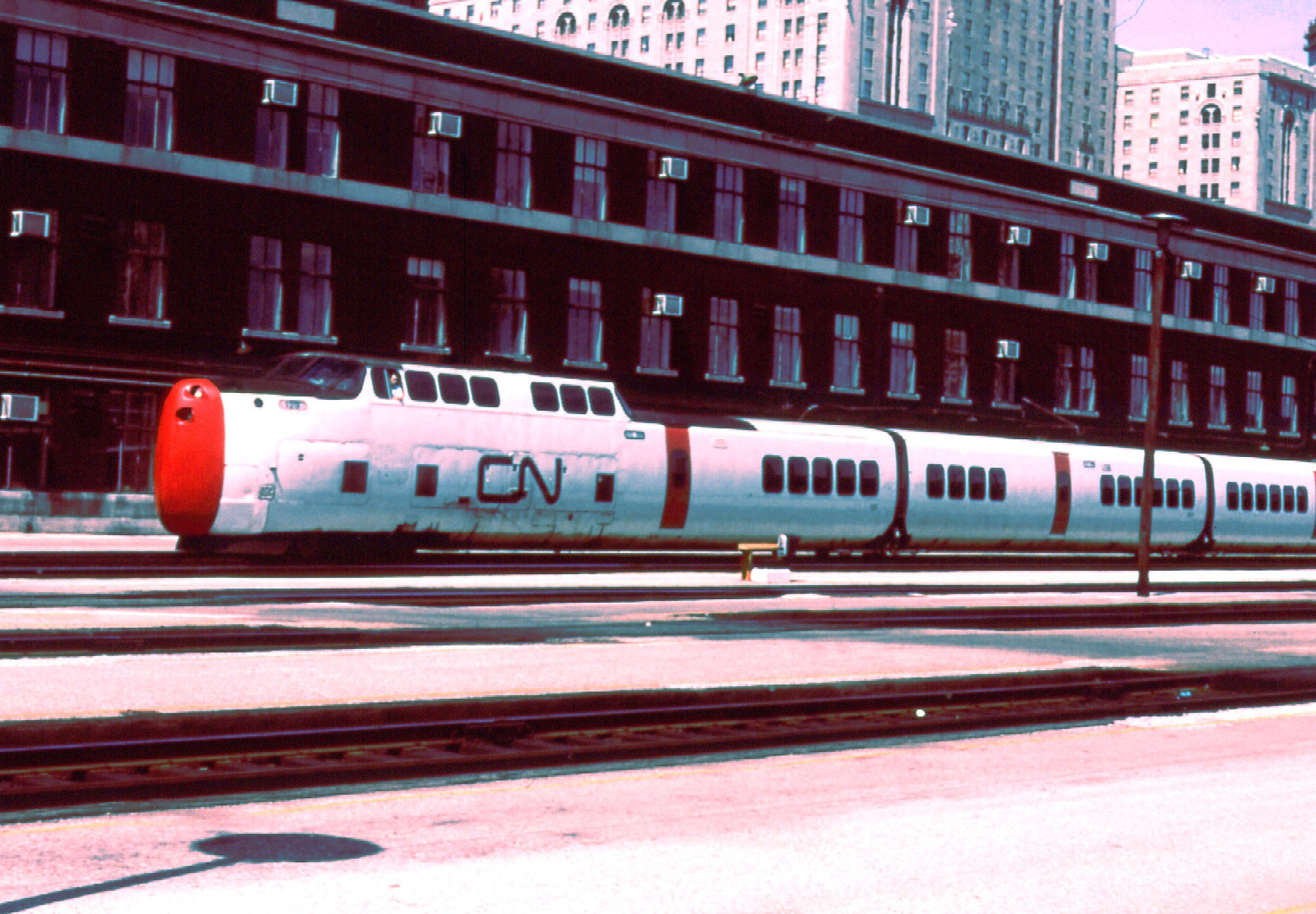
Un Train Turbo du CN, 1975.

Au Japon comme en Occident, l'augmentation de la vitesse apparaît comme la solution à la baisse de fréquentation des trains. Aussi les années 1960 voient apparaître les premiers Shinkansen, Turbotrains et autres Aérotrains. Le Canada n’échappe pas à cette tendance.
Dès 1968, fort du succès de son Rapido, le CN met en service le Train Turbo entre Montréal et Toronto. Premier véritable train à grande vitesse canadien, il réduit le temps de trajet entre les deux métropoles à 3 h 59. Bien que capable de vitesses supérieures à 200 km/h, il n'atteindra jamais la vitesse commerciale pour laquelle il avait été conçu par mesure de sécurité, en raison des trains de fret et des nombreux passages à niveaux sur son trajet. Mu par de gourmandes turbines à gaz, les chocs pétroliers précipitent son abandon le 31 octobre 1982 au profit d'un train à motorisation plus classique, le LRC. Cependant, pour des raisons de fiabilité du matériel roulant comme des voies, le LRC ne sera jamais exploité, lui non plus, à son plein potentiel.

### Le déclin se poursuit

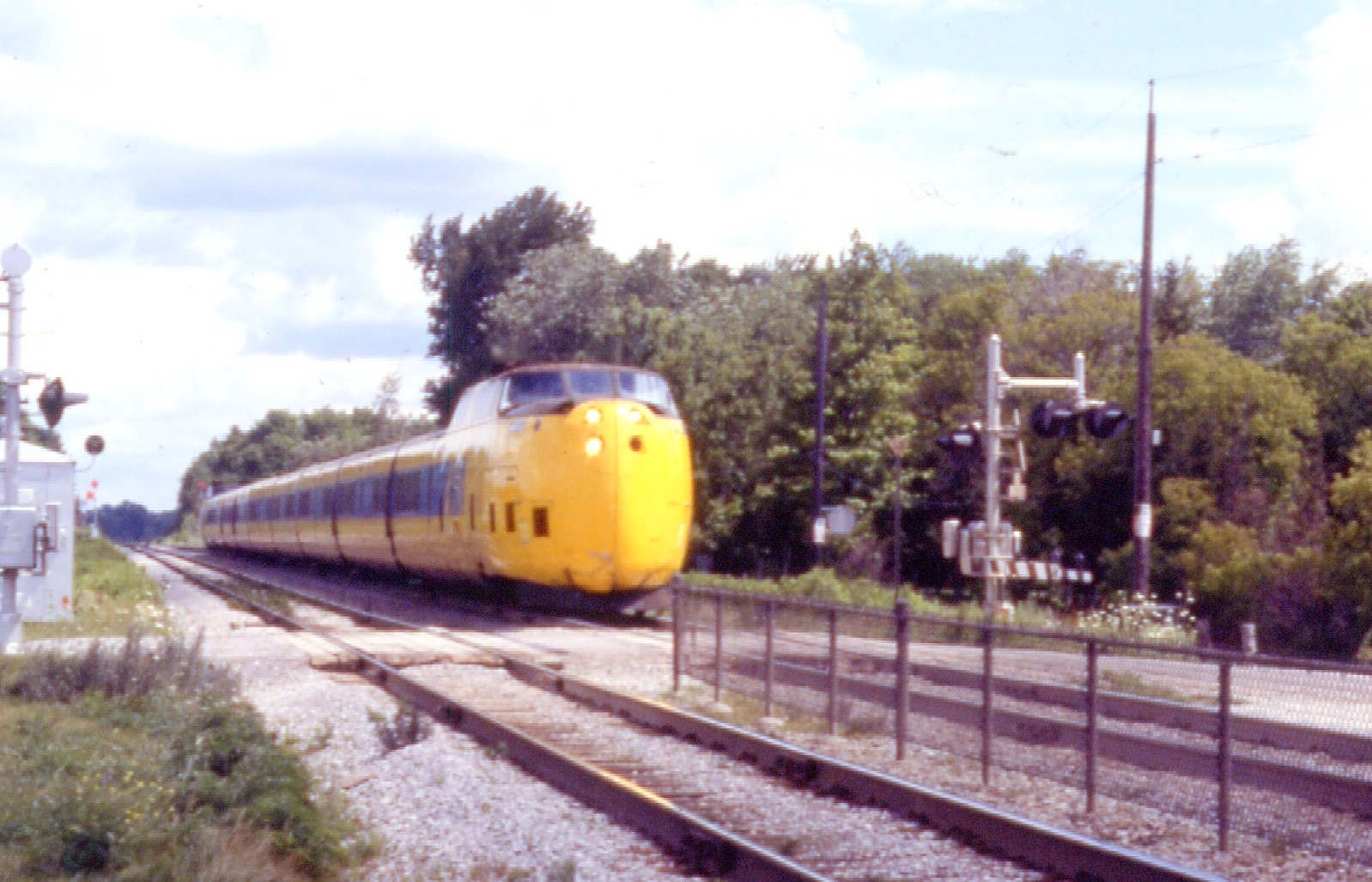
Un Train Turbo de Via Rail, 1977.

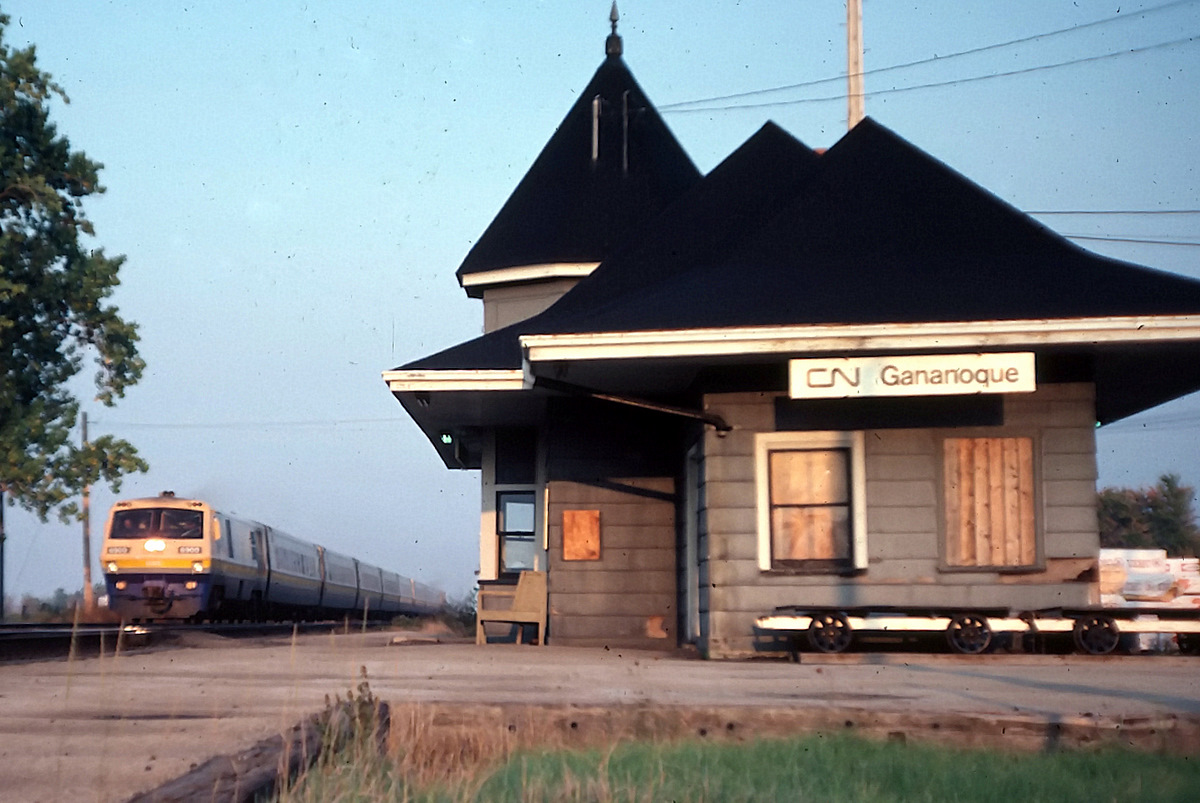
Un train LRC à Gananoque, 1982.

Le rebond d'achalandage de la fin des années 1960 est de courte durée et le Train Turbo, amoindri par une mise en service chaotique,et une vitesse limitée, ne permet pas d'enrayer la baisse continue de fréquentation. En 1977, le nombre total d'usagers passe en deçà des cinq millions et le service passager du CN devient une filiale qui prend le nom de Via Rail. L'année suivante, elle acquiert le service passager et matériel roulant du CP. En 1979, sur le modèle d'Amtrak, Via devient une société d’État indépendante.
| Année | Durée | Train(s)                                         |
| ----- | ----- | ------------------------------------------------ |
| 1861  | 14h15 | Grand Tronc Main Line                            |
| 1880  | 11h45 | Grand Tronc Express                              |
| 1920  | 7h40  | Grand Tronc International Limited 15             |
| 1941  | 6h30  | CN Intercity Limited 6, International Limited 15 |
| 1950  | 6h15  | CN Intercity Limited 6, International Limited 15 |
| 1965  | 4h59  | CN Rapido 61                                     |
| 1971  | 4h05  | CN Turbo 62, 63, 68, 69                          |
| 1980  | 4h30  | VIA Turbo 67                                     |

### Avenir
Depuis plus de 30 ans, les dirigeants du Québec et de l'Ontario souhaitent le retour du train à grande vitesse grâce à la construction d'une voie dédiée entre les villes de Québec et Windsor. Le 14 novembre 2011, les trois gouvernements fédéraux du Canada ont rendu le dernier rapport en date sur un projet d'étude de TGV dans le corridor. Le 5 décembre 2014, le ministère des transports de l'Ontario a donné son feu vert pour l'étude de l'impact environnemental d'un projet de TGV entre Toronto et Windsor.
La ponctualité des trains de Via Rail se dégradant à mesure que croit le trafic de marchandises, l'entreprise publique propose depuis 2015 le projet de Train à Grande Fréquence (TGF) pour accélérer et rentabiliser le service. Ce projet repose sur la construction de nouvelles voies le long du corridor, destinées au trafic passagers le jour, qui permettrait à l'entreprise publique de s’affranchir des réseaux privés actuellement empruntés (CN et CP). Selon Via Rail, ce projet permettrait 2/3 de l'achalandage d'une ligne à grande vitesse pour seulement 1/3 du coût.

## Caractéristiques
La ligne comporte une section en boucle qui passe par Ottawa, une section en boucle qui passe par Georgetown, une branche pour Sarnia et une branche pour Niagara Falls.
Pendant les 17 premières années d’existence de la ligne l'écartement des rails était large (1 676 mm). Pour faciliter l'interconnexion avec les États-Unis il est changé par 1510 ouvriers pour l'écartement normal (1 435 mm) en seulement 5 heures durant la nuit du 4 octobre 1873.
Via Rail possède 2/3 des voies entre Ottawa et Montréal et 1/6 entre Ottawa et Toronto (de Ottawa à Brockville).

## Exploitation

### Trains de voyageurs

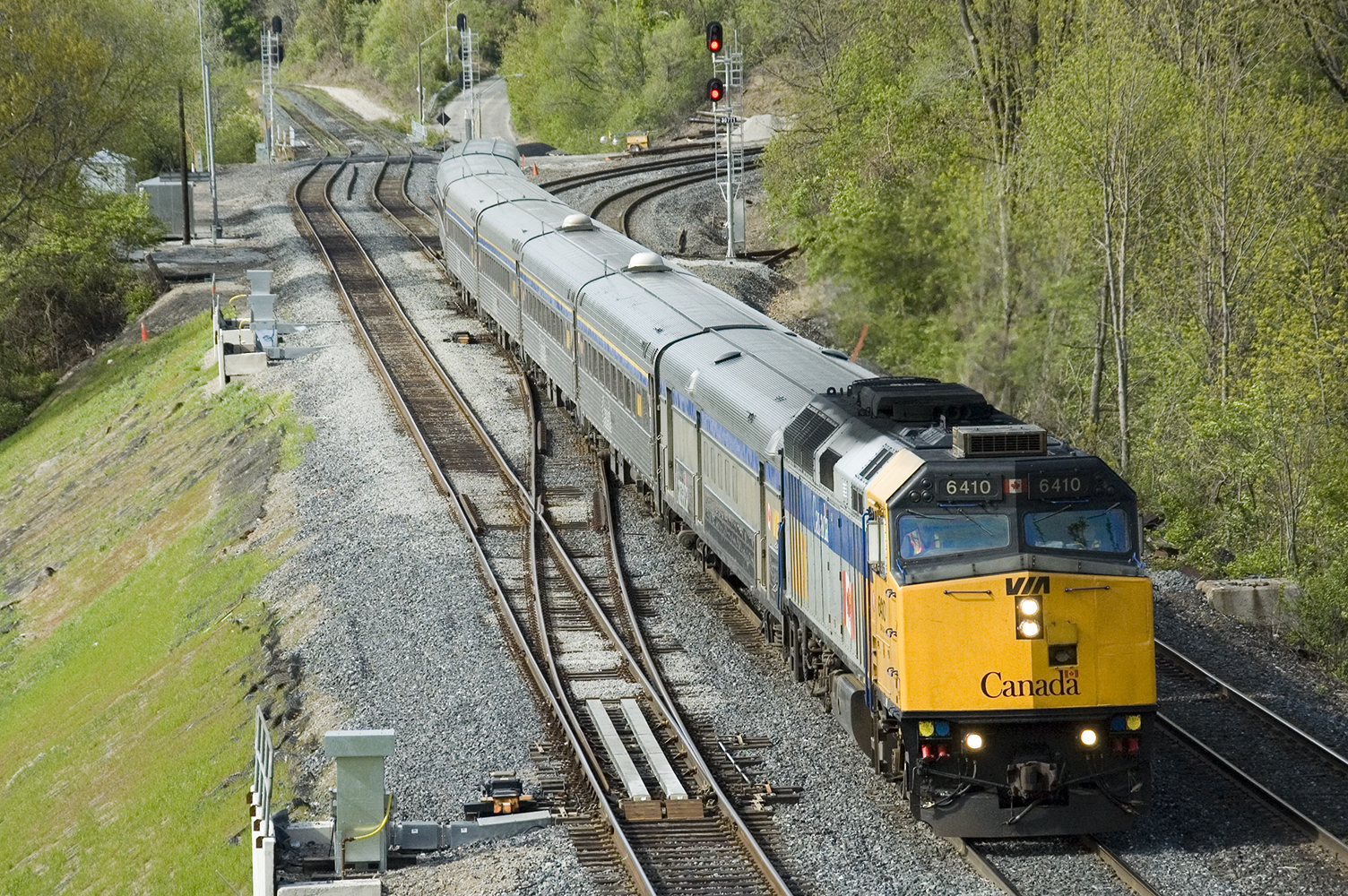
Un train de Via Rail, 2007.

Le service aux voyageurs de Via Rail offre onze liaisons le long du corridor en 2018 :
| Terminus | Terminus       | Passe par  | Nombre de départs en semaine | Temps de trajet minimal |
| -------- | -------------- | ---------- | ---------------------------- | ----------------------- |
| Montréal | Québec         |            | 5                            | 3h10                    |
| Montréal | Ottawa         | 6          | 1h53                         |                         |
| Montréal | Toronto        | Cornwall   | 6                            | 4h49                    |
| Montréal | Toronto        | Ottawa     | 1                            | 6h32                    |
| Toronto  | Ottawa         |            | 10                           | 4h10                    |
| Toronto  | Kingston       |            | 2                            | 2h18                    |
| Toronto  | Niagara Falls* |            | 1                            | 1h56                    |
| Toronto  | London         | Georgetown | 1                            | 3h22                    |
| Toronto  | London         | Brantford  | 1                            | 2h10                    |
| Toronto  | Sarnia         | London     | 1                            | 4h40                    |
| Toronto  | Windsor        | London     | 4                            | 4h06                    |

*Le train Maple Leaf de Amtrak, reliant Toronto et New York, assuré au Canada par Via Rail, peut être considéré comme faisant partie du corridor. C'est le seul service offert par Via entre Toronto et la gare de Niagara Falls.

### Trains de banlieue

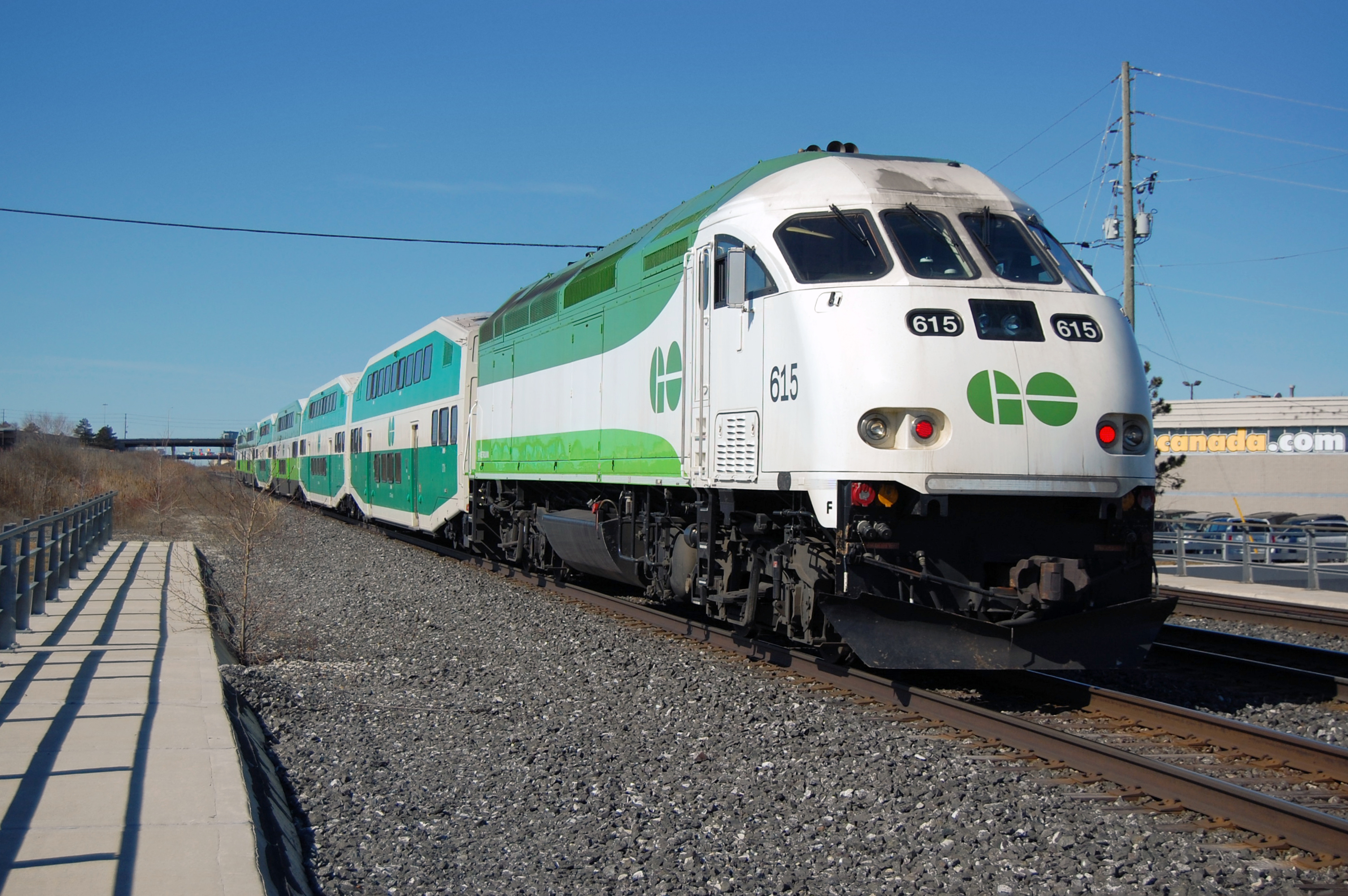
Un train de GO transit sur la ligne Kitchener, 2017.

Deux agences provinciales exploitant des trains de banlieue, indépendantes de Via, partagent les rails avec les trains du corridor :
- La ligne Kitchener de Go Transit, sur toute sa longueur, entre la gare Union de Toronto et la gare de Kitchener ;
- La ligne Lakeshore West de Go Transit, entre la gare Union de Toronto et la jonction Bayview à l'ouest de la gare Aldershot. La branche Niagara de la ligne partage l’été la ligne avec les trains de Via sur toute sa longueur ;
- La ligne Lakeshore East de Go Transit, entre la gare Union de Toronto et la jonction Durham à l'ouest de la gare de Pickering. Entre Pickering et Oshawa les trains de banlieue empruntent une voie parallèle aux rails  CN/Via ;
- La ligne Mont-Saint-Hilaire de l'AMT, sur toute sa longueur, entre la gare centrale de Montréal et la gare Mont-Saint-Hilaire ;
- La ligne Vaudreuil-Hudson de l'AMT, entre Lachine et Dorion circule sur la même emprise mais sur des voies différentes. L'AMT utilise les rails du CP tandis que Via emprunte ceux du CN.

## Matériel Roulant
Le matériel roulant utilisé par Via Rail sur le corridor en 2016 est composé de 40 locomotives diesel-électrique et 160 voitures.

### Locomotives

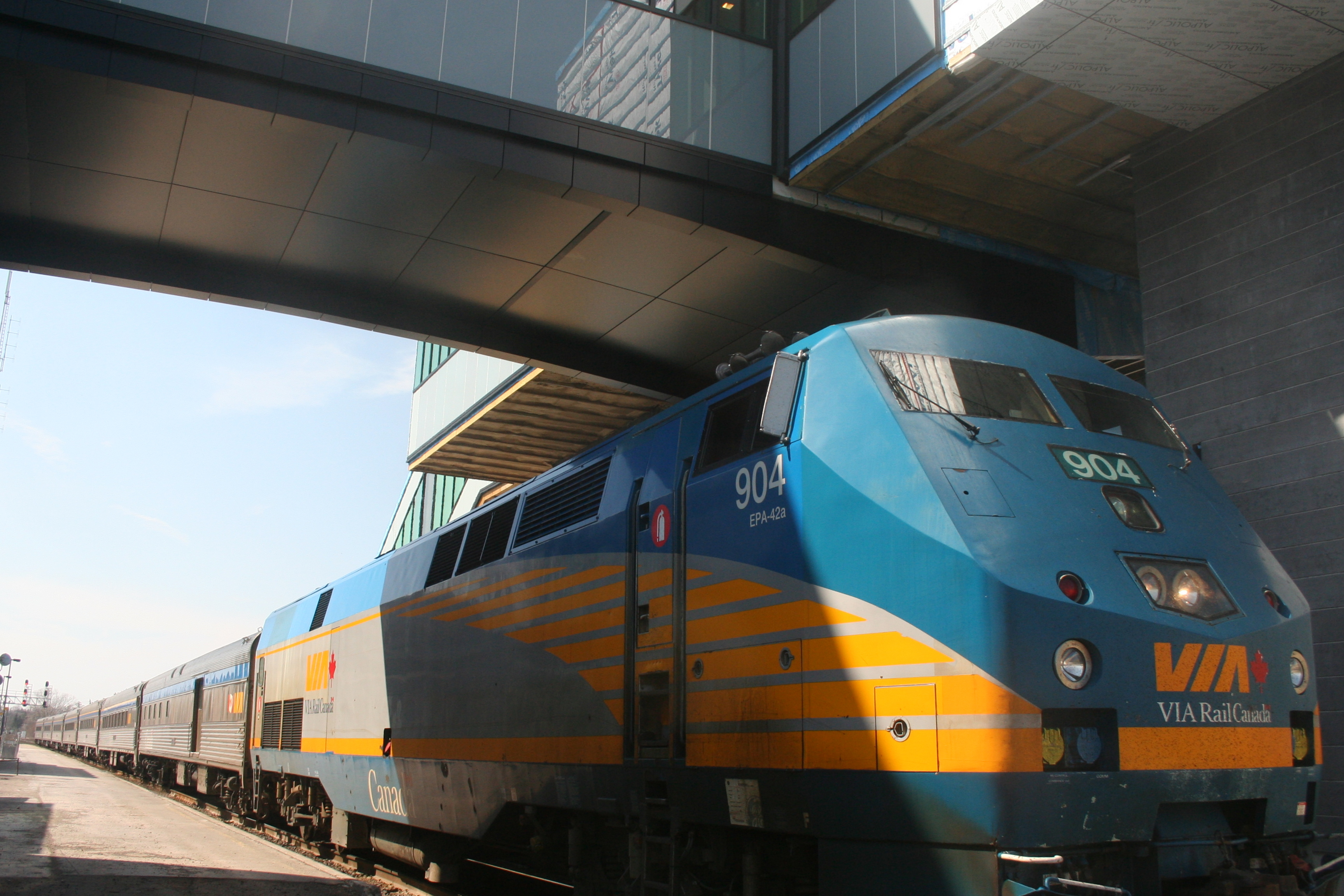
GE P42DC
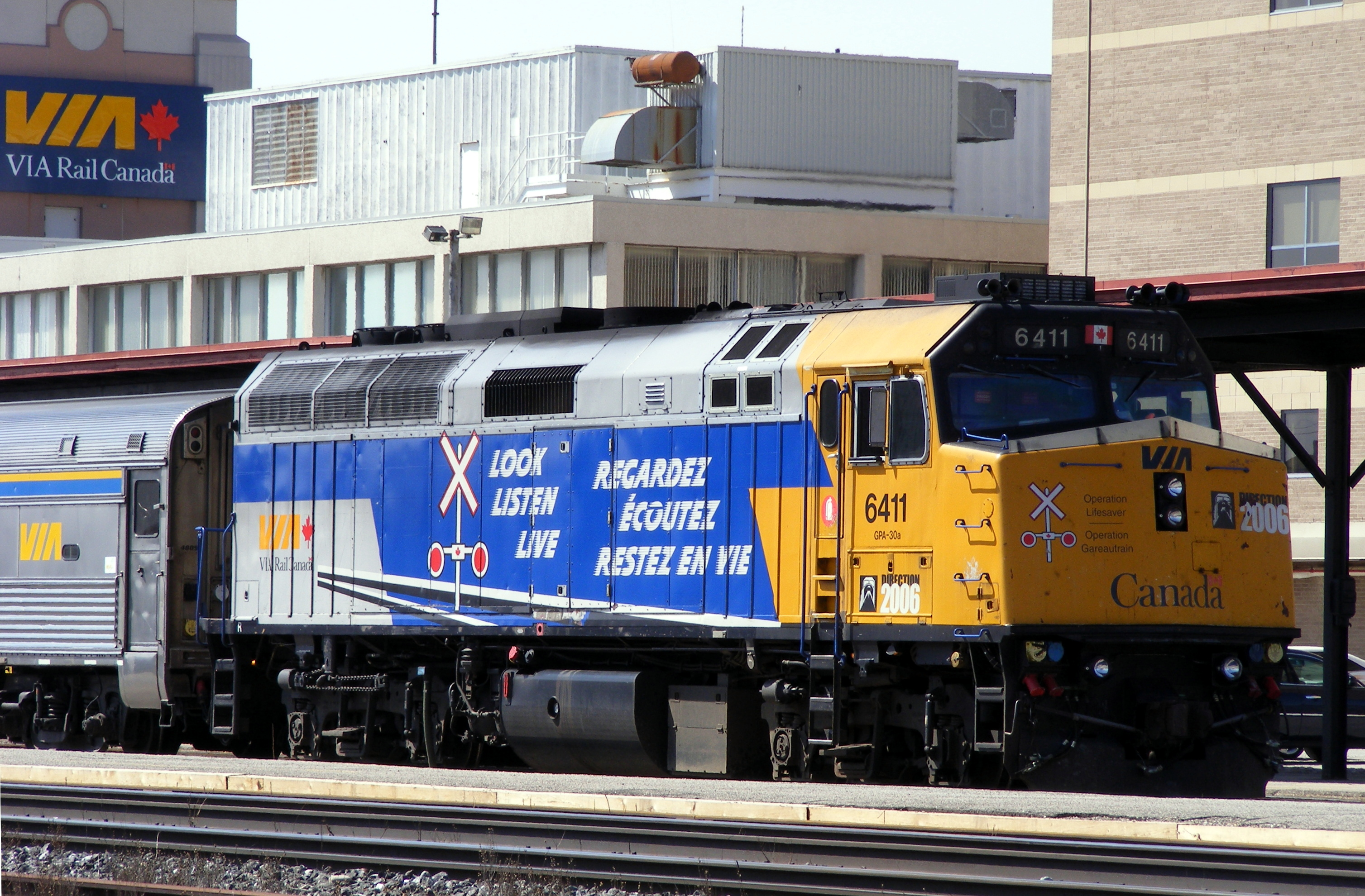
EMD F40PH-2

| Modèle           | Livraison | Nombre | Vitesse max. | Commentaires |
| ---------------- | --------- | ------ | ------------ | ------------ |
| GE Genesis P42DC | 2001      | 21     | 177 km/h     |              |
| EMD F40PH-2      | 1986-1989 | 19     | 177 km/h     |              |

#### Retirés du service
- Train Turbo
- Train LRC
- Locomotive FP9

| Modèle           | Livraison | Retrait | Nombre | Vitesse max. | Commentaires                            |
| ---------------- | --------- | ------- | ------ | ------------ | --------------------------------------- |
| UAC Train Turbo  | 1968      | 1982    | 35     | 274 km/h     | Locomotives et voitures.                |
| Bombardier LRC-2 | 1981-1982 | 2001    | 21     | 202 km/h*    | Locomotives.                            |
| Bombardier LRC-3 | 1983-1984 | 2001    | 10     | 167 km/h*    | Locomotives.                            |
| GMD FP9          | 1954-1958 |         | 43     |              | Utilisées pour le service Rapido du CN. |
| GMD FP7          |           |         | 35     |              | Utilisées par le CP.                    |

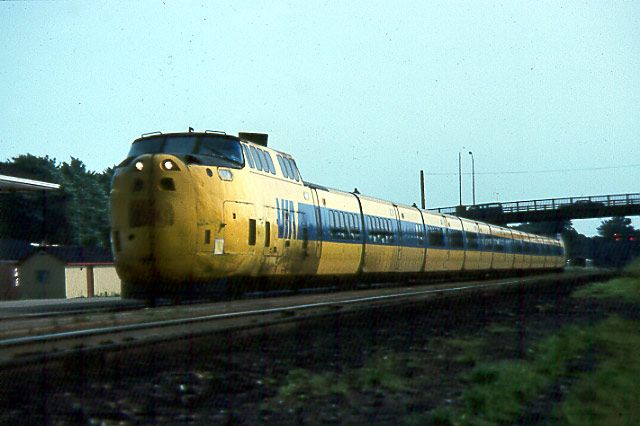
Train Turbo
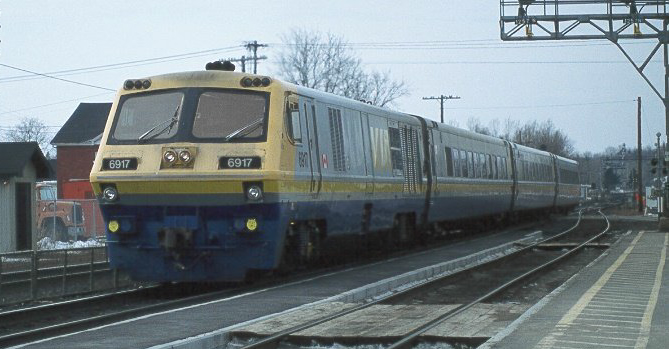
Train LRC
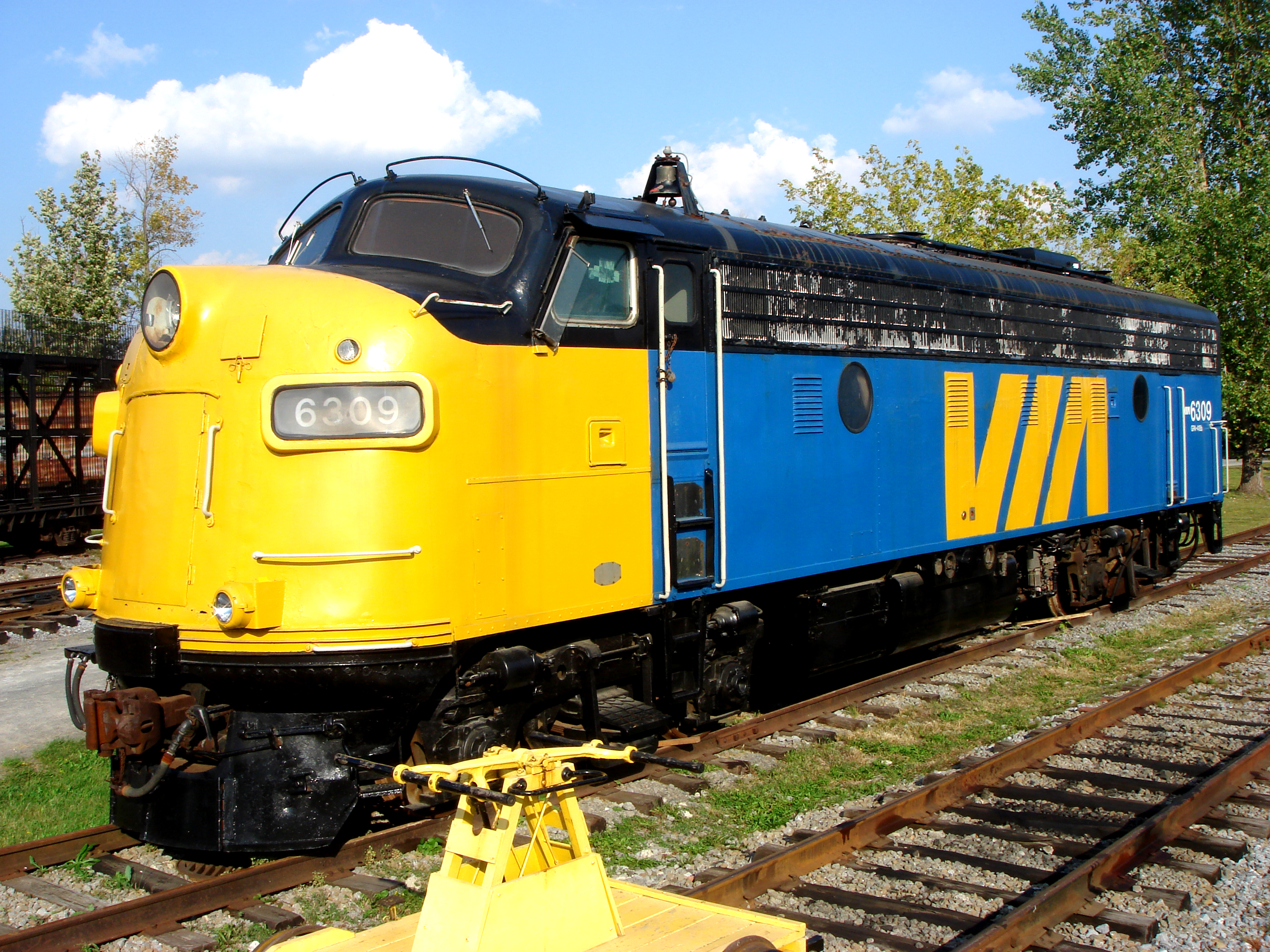
Locomotive FP9

*À la suite de problèmes mécaniques la vitesse maximale des LRC sera limitée à 153 km/h.

### Voitures passagers
| Modèle             | Construites | En service | Nombre | Commentaires                                                                     |
| ------------------ | ----------- | ---------- | ------ | -------------------------------------------------------------------------------- |
| Budd HEP 2         | 1947-1953   | 1989-      | 33     | Acquises d'Amtrak et d'autres entre 1989 et 2000. Rénovés dans les années 1990.  |
| Bombardier LRC     | 1981-1984   | 1981-      | 97     | Voitures seulement.                                                              |
| Alstom Renaissance | 1995-2000   | 2002-      | 46     | 30 en service. Acquises en 2000 après l'abandon du projet britannique Nightstar. |

### Entretien
Le matériel roulant de Via Rail utilisé sur le Corridor est entretenu dans deux grands ateliers :
- Le centre de maintenance et de réparation de Pointe-Saint-Charles à Montréal, héritier des ateliers du Grand Tronc ouverts en 1856 ;
- Le Toronto Maintenance Centre d'Etobicoke, à l'ouest de Toronto.